# 実験室KR-13
『実験室KR-13』（原題：The Killing Room）は、2009年にアメリカで公開されたサスペンス映画。
2009年のサンダンス映画祭出展作品。

## ストーリー
医療目的の治験アルバイトに参加することになったケリー、トニー、クロフォード、ポールの4人は、何もかもが白ずくめの奇妙な部屋に招かれる。そこに現れたフィリップスと名乗る科学者は、今回の実験の内容を「人間の精神力と忍耐力を調査する簡単なテスト」と説明し、相場の倍以上の日給250ドルという高報酬を「実験の結果に関わらず」支払うことを約束する。そして実験はフェイズ1から4までの4段階に分かれており、フィリップスが入室した時点からフェイズ1が開始されているという。説明が全て終わるとフィリップスは拳銃を取り出し、その場でケリーを射殺。残った3人はテーブルと椅子の他には何も無い部屋に閉じ込められる。そして、部屋の壁にある小窓から銃弾が1発だけ装填された拳銃と、1枚のカードが放り込まれた。そのカードにはある条件の中から特定の数字を言い当てるクイズが書かれており、最も正解から遠い数字を言った者が「脱落」、もし制限時間内に答えなければ全員に処分が下るという恐ろしい内容だった。
気性が激しく言動が直情的だが優れた洞察力を持つトニー、冷静沈着で機知に富むが気難しい面があるクロフォード、臆病で神経質なうえ特に何も取り柄が無いポールの3人は、各々知恵を絞りクイズを解こうとする。しかし極端に性格が異なる3人はなかなか足並みが揃わず、互いに協力し合うことが出来ない。それでも制限時間切れ寸前、クロフォードが提案した「3人とも生き残る方法」を実行に移すが、ポールが故意に犯したミスにより失敗。トニーが殺され、残るはクロフォードとポールの2人となる。
彼らが恐怖と葛藤に苦しめられている部屋「KR-13」は、「マザー」というコードネームで呼ばれるフィリップスの監視下にあった。その様子を監視カメラで観察するもう一人の人物、心理学者のエミリー・ライリーはフィリップスから、この実験はかつてCIAが行なっていた「MKウルトラ計画」を受け継いだプログラムであると明かされる。ライリーはかつて所属していた研究所で「冷血」の諢名を与えられていた冷徹な人物だったが、その事実を知った彼女は動揺し罪深い行為であると嘆く。
開始から数時間が経ち、「KR-13」で行われていた実験は最終段階に進もうとしていた。クロフォードは捨て身の脱出を試みるが失敗、ポールは精神的に追い詰められ絶望の言葉をつぶやき続けるようになる。そこへ最後のクイズが書かれたカードが投げ込まれ、部屋の時計がカウントダウンを始めた。その様子を見たライリーは、この実験が求めている真の目的が「細胞死」という学術理論に基づいた「適合者」の選抜であることに気付く。
最後のクイズを答える時間になり、クロフォードはトニーを死なせた報復としてポールを騙そうとする。だが既にポールは自身に訪れる確実な死を予感し、精神が極限状態に陥っていた。そしてポールは拳銃を手に取り、予期せぬ行動に出る。

## キャスト
※括弧内は日本語吹替
- ポール・ブロディ - ニック・キャノン（坂詰貴之）
- クロフォード・ヘインズ - ティモシー・ハットン（仲野裕）
- トニー・マッツォーラ - シェー・ウィガム（矢崎文也）
- ケリー・イザラノ - クレア・デュヴァル（渡辺育子）
- エミリー・ライリー - クロエ・セヴィニー（水野千夏）
- ドクター・フィリップス - ピーター・ストーメア（伊藤昌一）

## スタッフ
- 監督：ジョナサン・リーベスマン
- ライン・プロデューサー：アリッサ・M・カントロフ
- プロダクションデザイン：シャリーズ・カーデナス
- 衣装デザイン：キャロライン・B・マークス
- ヘアメイク：ルイーザ・ゴア・ハム、トニー・ウィード
- キャスティング：ラレイ・メイフィールド